# Adrian von Fölkersam
Adrian von Fölkersam (Pietrogrado, 20 dicembre 1914 – Inowrocław, 21 gennaio 1945) è stato un militare tedesco, ufficiale dell'unità Brandeburg e delle Waffen-SS nella seconda guerra mondiale.

## Biografia

### Primi anni
Fölkersam nacque in una famiglia aristocratica della Germania baltica con un lungo passato al servizio dell'Impero russo. La famiglia di Fölkersam fuggì dalla Russia dopo la rivoluzione russa e si stabilì in Lettonia. Dal 1934 frequentò l'università a Monaco, Königsberg e Vienna studiando economia, in questo periodo divenne membro del movimento nazionalsocialista e della SA.

### Carriera
Fölkersam si unì ai Brandeburg nel maggio 1940, formando un'unità speciale comprendente i tedeschi etnici Volksdeutsche di origine russa. La sua unità è stata ampiamente attiva durante l'operazione Barbarossa, e ha persino condotto un'operazione per catturare i giacimenti petroliferi di Maikop con i suoi uomini in uniforme NKVD.
Nel 1944 l'unità di Fölkersam si trasferì alle Waffen-SS e divenne la maggior parte delle SS-Jagdverband Ost. Questa unità è stata attiva sul fronte orientale e ha preso parte al rapimento di Miklós Horthy jr e alla deposizione di suo padre, l'ungherese reggente Miklós Horthy nell'Operazione Panzerfaust. Durante la battaglia delle Ardenne, Fölkersam partecipò all'Operazione Greif e lavorò in stretto coordinamento con Otto Skorzeny. Nel gennaio 1945, dopo essere stato inviato sul fronte orientale, combatté contro l'avanzata dell'Armata Rossa nella Polonia centrale. Adrian von Fölkersam fu ucciso in azione il 21 gennaio 1945 vicino a Inowrocław, in Polonia. Al momento della sua morte, era un SS-Hauptsturmführer, ed era al comando dell'SS-Jagdverband Ost.

## Onorificenze
- Croce di Ferro (1939) II e I classe
- Distintivo per assalto della fanteria
- Croce di Cavaliere della Croce di Ferro il 14 settembre 1942[4]